# Fortunio Bonanova
Fortunio Bonanova, pseudonimo di Josep Lluís Moll (Palma di Maiorca, 13 gennaio 1895 – Woodland Hills, 2 aprile 1969), è stato un baritono e attore spagnolo.

## Biografia
Lavorò occasionalmente in qualità di produttore cinematografico e regista. Secondo Lluis Fàbregas Cuixart, lo pseudonimo di Fortunio Bonanova fa riferimento al suo desiderio di cercare fortuna, e il suo amore per il suo quartiere Bonanova nel suo paese nativo Palma di Maiorca. Da giovane fu un telegrafista professionista. Nel 1921, debuttò come cantante nell'opera Tannhäuser.

## Filmografia parziale

### Cinema
- Bulldog Drummond in Africa, regia di Louis King (1938)
- Notti argentine (Down Argentine Way), regia di Irving Cummings (1940)
- Una notte a Rio (That Night in Rio), regia di Irving Cummings (1941)
- Appuntamento a Miami (Moon Over Miami), regia di Walter Lang (1941)
- Quarto potere (Citizen Kane), regia di Orson Welles (1941)
- Sangue e arena (Blood and Sand), regia di Rouben Mamoulian (1941)
- Il mio avventuriero (A Yank in the R.A.F.), regia di Henry King (1941)
- I tre furfanti (Larceny, Inc.), regia di Lloyd Bacon (1942)
- Per chi suona la campana (For Whom the Bell Tolls), regia di Sam Wood (1942)
- I cinque segreti del deserto (Five Graves to Cairo), regia di Billy Wilder (1943)
- La fiamma del peccato (Double Indemnity), regia di Billy Wilder (1944)
- La signora Parkington (Mrs. Pakington), regia di Tay Garnett (1944)
- Alì Babà e i quaranta ladroni (Ali Baba and the Forty Thieves), regia di Arthur Lubin (1944)
- La mia migliore ragazza (My Best Gal), regia di Anthony Mann (1944)
- La mia via (Going My Way), regia di Leo McCarey (1944)
- La parata dell'impossibile (Where Do We Go from Here?), regia di Gregory Ratoff (1945)
- Una campana per Adano (A Bell for Adano), regia di Henry King (1945)
- Fantasma vivo (Man Alive), regia di Ray Enright (1945)
- Monsieur Beaucaire, regia di George Marshall (1946)
- La matadora (Fiesta), regia di Richard Thorpe (1947)
- La dea inginocchiata (La diosa arrodillada), regia di Roberto Gavaldón (1947)
- Amore sotto coperta (Romance on the High Seas), regia di Michael Curtiz, Busby Berkeley (1948)
- Il sortilegio delle Amazzoni (Angel on the Amazon), regia di John H. Auer (1948)
- Le avventure di Don Giovanni (Adventures of Don Juan), regia di Vincent Sherman (1948)
- I banditi della città fantasma (Bad Men of Tombstone), regia di Kurt Neumann (1949)
- Il segreto di una donna (Whirlpool), regia di Otto Preminger (1950)
- Nancy va a Rio (Nancy Goes to Rio), regia di Robert Z. Leonard (1950)
- Accadde in settembre (September Affair), regia di William Dieterle (1950)
- Lo sposo è un altro coso (Havana Rose), regia di William Beaudine (1951)
- La baia del tuono (Thunder Bay), regia di Anthony Mann (1953)
- La vergine sotto il tetto (The Moon Is Blue), regia di Otto Preminger (1953)
- Sogno di Bohème (So This Is Love), regia di Gordon Douglas (1953)
- Duello sulla Sierra Madre (Second Chance), regia di Rudolph Maté (1953)
- La vendetta di Kociss (Conquest of Cochise), regia di William Castle (1953)
- Anonima delitti (New York Confidential), regia di Russell Rouse (1955)
- Un bacio e una pistola (Kiss Me Deadly), regia di Robert Aldrich (1955)
- Giaguaro (Jaguar), regia di George Blair (1956)
- Un amore splendido (An Affair to Remember), regia di Leo McCarey (1957)
- La vendetta del tenente Brown (The Saga of Hemp Brown), regia di Richard Carlson (1958)
- Lampi nel sole (Thunder in the Sun), regia di Russell Rouse (1959)
- Un buon prezzo per morire (The Running Man), regia di Carol Reed (1963)

### Televisione
- Gianni e Pinotto (The Abbott and Costello Show) – serie TV, episodi 2x02-2x23 (1953-1954)
- General Electric Theater – serie TV, episodio 8x01 (1959)
- Indirizzo permanente (77 Sunset Strip) – serie TV, episodio 2x17 (1960)

## Doppiatori italiani
- Luigi Pavese in Sangue e arena, Monsieur Beaucaire, Il segreto di una donna, Un amore splendido
- Mario Besesti in Alì Babà e i 40 ladroni, Il sortilegio delle Amazzoni
- Giorgio Capecchi in Per chi suona la campana
- Olinto Cristina in La croce di fuoco
- Cesare Fantoni in Le avventure di Don Giovanni
- Gaetano Verna in La matadora
- Manlio Busoni in Accadde in settembre
- Mario Pisu in Duello sulla Sierra Madre
- Sandro Ruffini in La parata dell'impossibile
- Cesare Polacco in La vendetta di Kociss
- Sergio Tedesco in Quarto potere (riedizione)
- Giacomo Furia in Un bacio e una pistola (ridoppiaggio)
- Francesco Pannofino in Per chi suona la campana (ridoppiaggio DVD)